# Пижма красная
Пи́жма кра́сная (лат. Tanacétum coccíneum), также пижма ро́зовая (Tanacetum róseum), пире́трум розовый (Pyréthrum roseum), — вид многолетних травянистых растений, относящийся к роду Пижма (Tanacetum) семейства Сложноцветные (Asteraceae). Один из видов, ранее выделяемых в род Пиретрум (Pyrethrum).

## Ботаническое описание

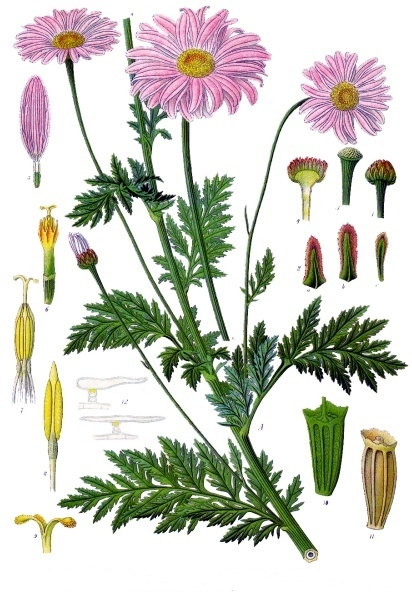

Многолетнее травянистое растение 20—60 см высотой с прямостоячими стеблями, простыми, редко однократно разветвлёнными. Листья почти голые, в очертании продолговатые до линейно-продолговатых, на черешках, до 15 см длиной, верхние — более мелкие, единожды — дважды перисторассечённые или перистораздельные.
Корзинки одиночные на верхушке побегов, обёртка до 2 см в диаметре, с 2—3 рядами травянистых листочков, нередко покрытых негустым прижатым опушением, по краю с тёмно-бурой каймой; наружные листочки линейно-ланцетные, внутренние — продолговато-линейные. Ложноязычковые цветки различных оттенков розового или красного цвета, отгиб их до 2,5 см длиной. Срединные трубчатые цветки 2,6—3,2 мм длиной, жёлтые.
Семянки 2,2—3,2 мм длиной, продольноребристые, на верхушке с коронкой до 0,2 мм длиной.

## Распространение
В природе растение встречается во всех районах Кавказа, на лугах и склонах до 3000 м над уровнем моря.

## Значение
Популярное декоративное садовое растение. Также выращивалось для приготовления инсектицидов, содержит пиретрины.

## Таксономия

### Синонимы
- Chrysanthemum carneum (M.Bieb.) Steud., 1821
- Chrysanthemum coccineum Willd., 1803basionym
- Chrysanthemum coronopifolium Willd., 1803, nom. illeg.
- Chrysanthemum marschallii Asch. ex O.Hoffm., 1894
- Chrysanthemum roseum Adams, 1805
- Matricaria carnea (M.Bieb.) Poir., 1817
- Matricaria coccinea (Willd.) Poir., 1814
- Pyrethrum carneum M.Bieb., 1808
- Pyrethrum coccineum (Willd.) Vorosch., 1954
- Pyrethrum paucifolium C.A.Mey. ex Boiss., 1875
- Pyrethrum roseum (Adams) M.Bieb., 1808
- Pyrethrum roseum var. adamii Trautv., 1878
- Pyrethrum roseum var. carneum (M.Bieb.) Trautv., 1878
- Tanacetum carneum (M.Bieb.) Sch.Bip., 1844
- Tanacetum roseum (Willd.) Sch.Bip., 1844